# Стеро Манчини (Фрозиноне)
Стеро Манчини је насеље у Италији у округу Фрозиноне, региону Лацио.
Према процени из 2011. у насељу је живело 127 становника. Насеље се налази на надморској висини од 647 м.